# قطرب
أَبُو عَلِي مُحَمَّدْ بْنْ اَلْمُسْتَنِيرِ بْنْ أَحْمَدْ اَلْبَصَرِيِّ المعروف بِقْطَرَبْ (…- 206 هـ = …- 821 م)، أحد من اختلف إلى سيبويه وتعلم منه، وكان يدلج إليه، وإذا خرج رآه على بابه غدوة وعشية، فقال له: ماأنت إلا قطرب ليل! فلقب به. واشتهر بـمثلثات قطرب.

## وفاته
توفي قطرب ببغداد سنة 206 هـ. وقد ذكر كتاب تاريخ الخلفاء أنه توفي في زمن المأمون.

## ما معنى قُطْرُب
قال ابن دريد:
قطرب وقطروب ذكر الغيلان. قال: ولغة أزدية يسمون الكلاب الصغار القطارب. وقال ثعلب: القطرب دويبة كثيرة الحركة وهو الصرار.
قال: يروى عن ابن مسعود رضي الله عنه: إن أحدكم جيفة ليل قطرب نهار! أي لا يقوم بالليل لخير ولا صلاة ويتحرك بالنهار كهذه الدويبة.
هذا وقد غلب هذا الاسم عليه واشتهر به، وكان من كبار أئمة اللغة في عصره.

## مثلثات قطرب
وهو أول من وضع المثلث في اللغة العربية، وتبعه غيره كالبطليوسي والخطيب والبلنسي. واشتغل معلمًا لأولاد الأمير أبي دلف العجلي
وممن شرح مثلثات قطرب ضياء الدين أبو العز المغيث بن علوي البغدادي اللغوي الحنبلي المتوفى سنة 583 هـ

## مؤلفاته
1. معاني القرآن الكريم
2. كتاب الأزمنة
3. كتاب الأضداد
4. غريب الحديث
5. كتاب العلل في النحو
6. كتاب الاشتقاق
7. كتاب القوافي
8. كتاب الأصول
9. كتاب الصفات
10. خلق الفرس
11. الرد على الملحدين
12. كتاب الأصوات
13. كتاب الفرق

وغيرها.